# Пленительная юность
«Пленительная юность» (англ. Fascinating Youth) — немой чёрно-белый фильм 1926 года. Кинодебют комедийной актрисы Телмы Тодд и одна из первых картин будущего героя вестернов Джека Ладена. Считается утерянным.

## Сюжет
Тедди Уорд, сын богатого хозяина отеля, влюбляется в художницу Джин Кинг. Его отец предпочитает, чтобы сын обручился с девушкой из высшего общества Лорис Лейн, но тем не менее ставит Тедди условие — если он проявит в деловую смекалку, восстановив популярность принадлежащего ему отеля в горах, то может жениться по своему выбору. Сначала Тедди планирует привлечь внимание к отелю с помощью гонок по льду на парусных санях, но когда отец отклоняет его план, решает пригласить в качестве первых постояльцев голливудских кинозвёзд. Те отклоняют его приглашение, и тогда ситуацию спасают друзья Тедди — они соглашаются сами изобразить кинозвезд, а Джин, которая знакома со знаменитостями, привозит в отель нескольких настоящих актёров. Кроме того, Тедди все же устраивает гонки и становится их победителем. В итоге отелю возвращена популярность, а Тедди получает благословение отца и женится на Джин.

## В ролях
| Актёр          | Роль        |
| -------------- | ----------- |
| Чарльз Роджерс | Тедди Уорд  |
| Иви Харрис     | Джин Кинг   |
| Джозефина Данн | Лорис Лейн  |
| Телма Тодд     | Лорейн Лейн |
| Джек Ладен     | Росс Пейдж  |

Гостей отеля сыграли восходящие звезды студии Paramount Pictures — Адольф Менжу, Клара Боу, Лоис Уилсон и другие.